# Pedro (duque e augustal)
Pedro (em latim: Petrus; em grego: Πέτρος; romaniz.: Pétros) foi um oficial bizantino do final do século VI e começo do VII. Sabe-se que era parente do historiador Teofilato Simocata. Em novembro de 602, quando serviu como duque e augustal (governador do Egito) em Alexandria, recebeu presságios da morte do imperador Maurício (r. 582–602).